# IBM PS/2 Model 25
IBM PS/2 Model 25 (PS/2 Model 25) је професионални рачунар фирме IBM који је почео да се производи у Сједињеним Америчким Државама током 1987. године.
Користио је Intel 8086 микропроцесорску јединицу а RAM меморија рачунара је имала капацитет од 512 KB, прошириво до 640 KB. 
Као оперативни систем кориштен је OS/2, DOS.

## Детаљни подаци
Детаљнији подаци о рачунару PS/2 Model 25 су дати у табели испод.
|                       |                                                               |
| [ 1 ]                 |                                                               |
| Произвођач            |                                                               |
| Тип                   | професионални рачунар                                         |
| Меморија              | 512 KB, прошириво до 640 KB                                   |
| Поријекло             | Сједињене Америчке Државе                                     |
| Година                | 1987                                                          |
| Тастатура             | Тастатура са пуним помаком тастера, PS/2 тип                  |
| Процесор              |                                                               |
| Фреквенција процесора | 8                                                             |
| RAM                   | 512 KB, прошириво до 640 KB                                   |
| ROM                   | непознато                                                     |
| Текст                 | непознато                                                     |
| Графика               | MCGA графика : 640 x 480 монохроматски, 320 x 200 са 256 боја |
| Боја                  | 262 144 боја палета                                           |
| Звук                  | унутрашњи звучник                                             |
| Димензије             | непознато                                                     |
| Портови               |                                                               |
| Оперативни систем     |                                                               |